# 阿爾漢布拉 (蒙大拿州)
阿爾漢布拉（英語：Alhambra）是位於美國蒙大拿州傑佛遜縣的非建制地區。

## 歷史
阿爾漢布拉的郵局於1885年設立，其後於1947年停運。

## 地理
阿爾漢布拉所處的海拔為高於海平面1307米（即4287英呎），而該地所採用的時區為UTC-6，即北美山地時區（MST）。同時該地設有夏令時間，為UTC-7調快一小時，即UTC-6（MDT）。